# Wiltona filicicola
Wiltona là một chi nhện trong họ Zoropsidae. Chi n2y chỉ gồm một loài Wiltona filicicola.